# Enfermedad genética
Una enfermedad o trastorno genético es una afección patológica causada por una alteración del genoma. Esta puede ser hereditaria o no; si el gen alterado está presente en los gametos (óvulos y espermatozoides) de la línea germinal, esta será hereditaria (pasará de generación en generación), por el contrario si solo afecta a las células somáticas, no será heredada. Pueden ser monogénicas, poligénicas o cromosómicas

Diagrama con ejemplos de enfermedades asociadas a un cromosoma

## Causas
Hay varias causas posibles:
- Mutación, como por ejemplo muchos cánceres.
- Trisomía de los cromosomas, como en el síndrome de Down, o duplicación repetida de una parte del cromosoma, como en el síndrome de cromosoma X frágil.
- Deleción de una región de un cromosoma, como en el síndrome deleción 22q13, en que el extremo del brazo largo del cromosoma 22 está ausente, o de un cromosoma completo, como el síndrome de Turner en el que falta un cromosoma sexual.
- Uno o más genes heredados de los padres; en este caso el trastorno se llama enfermedad hereditaria. A menudo los padres están sanos, si son portadores de un gen recesivo, como la fibrosis quística, aunque también ocurren casos con defectos genéticos dominantes, como la acondroplasia.

## Consideraciones generales
Los 46 cromosomas humanos (22 pares de autosomas y 1 par de cromosomas sexuales) entre los que albergan casi 3000 millones de pares de bases de ADN que contienen alrededor de 80.000 genes que codifican proteínas. Las regiones que codifican ocupan menos del 5 % del genoma (la función del resto del ADN permanece desconocida), teniendo algunos cromosomas mayor densidad de genes que otros.
Uno de los mayores problemas es encontrar cómo los genes contribuyen en el complejo patrón de la herencia de una enfermedad, como ejemplo el caso de la diabetes, asma, cáncer y enfermedades mentales. En todos estos casos, ningún gen tiene el potencial para determinar si una persona padecerá o no la enfermedad.
Poco a poco se van conociendo algunas enfermedades cuya causa es la alteración o mutación de todo o alguna región de un gen. Estas enfermedades afectan generalmente a todas las células del cuerpo.
Unas de las enfermedades genéticas más común es el síndrome de Down. Esta enfermedad se produce cuando hay error en la división de las células provoca que haya 47 cromosomas, en lugar de 46.

## Algunas enfermedades genéticas
| Alteración                                                     | Mutación            | Cromosoma | Cariotipo |
| -------------------------------------------------------------- | ------------------- | --------- | --------- |
| Síndrome de Angelman                                           | DCP                 | 15        |           |
| Enfermedad de Canavan                                          | P                   | 17        |           |
| Enfermedad de Charcot-Marie-Tooth                              | P                   | 19        |           |
| Daltonismo                                                     | P                   | X         |           |
| Síndrome de Down                                               | Síndrome de Edwards | C         | 18        |
| Espina bífida                                                  | P                   | 1         |           |
| Fenilcetonuria                                                 | P                   | 12        |           |
| Fiebre mediterránea familiar                                   | MEFV                | 16 p13.3  |           |
| Fibrosis quística                                              | P                   | 7         |           |
| Hemofilia                                                      | P                   | X         |           |
| Síndrome de Ehlers-Danlos y Síndrome de Hiperlaxitud articular | P                   | 1, 15, X  |           |
| Síndrome de Joubert                                            |                     |           |           |
| Síndrome de Klinefelter                                        | C                   | X         | 47 XXY    |
| Neurofibromatosis                                              |                     |           |           |
| Enfermedad de Pelizaeus-Merzbacher                             |                     |           |           |
| Síndrome de Patau                                              | C                   | 13        |           |
| Síndrome de Prader-Willi                                       | DC                  | 15        |           |
| Síndrome de Puga                                               | P                   | 15        |           |
| Síndrome de Turner                                             | C                   | X         |           |

- P - Mutación puntual, o cualquier inserción / deleción de un gen o parte de un gen
- D - Ausencia de un gen o genes
- C - Un cromosoma entero sobra, falta o ambos

### Neurológicas
- Síndrome de Down
- Síndrome de Tourette
- Síndrome de Patau
- Síndrome de West
- Síndrome de Crouzon

### Endocrinología y metabolismo
- Síndrome de Prader-Willi
- Hipotiroidismo
- Hiperplasia suprarrenal
- Hipercolesterolemia familiar
- Enfermedad de Wilson
- Hiperfenilalaninemias
- Hemoglobinopatías

### Enfermedades respiratorias
- Enfermedad vascular cerebral
- Asma
- Fibrosis quística
- Cáncer de pulmón de células pequeñas
- Síndrome de Zellweger

### Inmunodeficiencias primarias[3]
- Agammaglobulinemia ligada al sexo
- Ataxia telangiectasia
- Deficiencias del complemento
- Déficit de Adenosia Deaminasa (ADA)
- Déficit de jak-3
- Inmunodeficiencia combinada severa (SCID)
- Inmunodeficiencia con hiper-IgM
- Síndrome de DiGeorge
- Síndrome del linfocito desnudo
- Síndrome de Wiskott-Aldrich

### Enfermedades Autoinmunitarias[4]
- Artritis Reumatoide
- Celiaquía
- Diabetes tipo 1
- Espondilitis anquilosante
- Lupus Eritematoso Sistémico
- Síndrome poliglandular autoinmune

### Síndromes Autoinflamatorios
- Fiebre mediterránea familiar
- PFAPA
- TRAPS
- Urticaria Familiar Fría (CINCA)
- Síndrome de Muskle-Wells
- Síndrome de Hiper-IgD
- DIRA
- Síndrome de Blau

### Aparato digestivo
- Cáncer colorrectal
- Enfermedad de Crohn
- Fibrosis quística
- Diabetes Tipo 1
- Cáncer de páncreas
- Enfermedad de Wilson
- Síndrome de Zellweger

### Músculo y hueso
- Acondroplasia
- Esclerosis Lateral Amiotrófica
- Síndrome de Charcot–Marie–Tooth
- Síndrome de Cockayne
- Displasia diastrófica
- Distrofia muscular de Duchenne
- Síndrome de Ellis-van Creveld
- Fibrodisplasia osificante progresiva
- Síndrome de Ehlers-Danlos y Síndrome de Hiperlaxitud articular
- Síndrome de Marfan
- Osteogenesis imperfecta
- Distrofia miotónica
- Arteriopatía cerebral autosómica dominante con infartos subcorticales y leucoencefalopatía
- Osteocondromatosis

### Sangre y tejido linfático
- Anemia de células falciformes
- Linfoma de Burkitt
- Enfermedad de Gaucher
- Hemofilia A
- Leucemia linfoide crónica
- Leucemia mieloide crónica
- Enfermedad de Niemann-Pick
- Hemoglobinuria nocturna paroxística
- Talasemia

### Enfermedades específicas en mujeres
- Cáncer de mama
- Cáncer de ovario
- Síndrome de Rett
- Síndrome de Turner

### Enfermedades específicas en hombres
- Síndrome de Alport
- Cáncer de próstata
- Síndrome de Wiskott Aldrich
- Síndrome de Klinefelter

### Cáncer
- Cáncer de próstata
- Cáncer de mama
- Cáncer de ovario
- Linfoma de Burkitt
- Cáncer colorrectal
- Leucemia mieloide crónica
- Cáncer de pulmón de células pequeñas
- Melanoma maligno
- Neoplasia endocrina múltiple
- Neurofibromatosis
- Tumor supresor de proteína p53
- Cáncer de páncreas
- Enfermedad poliquística renal
- Retinoblastoma
- Esclerosis tuberosa
- Síndrome de Von Hippel-Lindau
- Xerodermia pigmentosa
- Síndrome De Salim